# 调顺街道
调顺街道，是中华人民共和国广东省湛江市赤坎区下辖的一个乡镇级行政单位。

## 行政区划
调顺街道下辖以下地区：
调港社区和调顺村。